# Jesús Cabrera Muñoz Ledo
Jesús Cabrera Muñoz Ledo (Apaseo el Grande, Guanajuato, 20 de abril de 1928-Ciudad de México, 22 de septiembre de 2000) fue un diplomático y político mexicano, miembro del Partido Revolucionario Institucional (PRI). Fue senador de 1976 a 1980 y embajador de México en varias naciones.

## Biografía
Estudio la preparatoria en la ciudad de Celaya, Guanajuato, y luego la licenciatura en Derecho en la entonces Escuela Nacional de Jurisprudencia de la Universidad Nacional Autónoma de México (UNAM). Posteriormente realizó estudios de posgrado en Facultad de Derecho de París de 1950 a 1952 y una especialización en Estudios Internacionales en el Instituto de Estudios Internacionales de París de 1949 a 1952 donde se tituló con la tesis titulada El principio de la ley pública internacional. También estudio especializaciones en Organismos Internacionales en Suiza y en Estados Unidos con becas otorgadas por el gobierno francés y por la Organización de las Naciones Unidas. Ejerció como docente de El Colegio de México e 1965 a 1975.
Fue miembro del PRI desde 1953, mismo año en que ingresó en el Servicio Exterior Mexicano en el que llegó a alcanzar el grado de embajador. Fue delegado permanente adjunto ante la Organización de las Naciones Unidas para la Educación, la Ciencia y la Cultura (UNESCO), y en la Secretaría de Relaciones Exteriores ocupó los cargos de director general de Organismos Internacionales en 1965, director general de Relaciones Culturales en 1969, y director en jefe de Asuntos Culturales de 1970 a 1975.
Renunció al cargo al ser postulado candidato del PRI a Senador por Guanajuato en segunda fórmula, resultado elegido para el periodo de 1976 a 1982 y que correspondería a las Legislaturas L y LI; y en que fue presidente de la comisión de Relaciones Exteriores. En el mismo periodo fue de 1976 a 1980 asesor en Asuntos Internacionales del comité nacional del PRI y de 1978 a 1980 secretario de Educación Ideológica del comité nacional de la Confederación Nacional de Organizaciones Populares (CNOP).
No culminó su periodo como Senador pus en 1980 al presidente José López Portillo lo nombró embajador de México en Australia, concurrente en Nueva Zelanda y Fiyi; en consecuencia solicitó licencia como senador a la Comisión Permanente del Congreso de la Unión el 3 de julio de 1980, y ratificándose su nombramiento el siguiente 25 de julio. Su licencia como senador fue ratificada por el pleno del Senado el día 4 de septiembre siguiente. Permaneció al frente de la embajada en Australia hasta 1986, en que es nombrado como embajador en Costa Rica hasta 1989, y ese año como embajador en Brasil, hasta 1992.

## Reconocimientos
- Gran Cruz del Mérito con Estrella de la orden del Mérito de la República Federal de Alemania. Alemania.[5]
- Gran Condecoración de Honor en plata con fajín de la orden al Mérito de la República de Austria. Austria.[6]
- Comendador de la orden de Leopoldo II. Bélgica.[7]
- Gran cruz de la orden Nacional al Mérito. Ecuador.[8]
- Primera clase de la orden de Mérito. Egipto.[9]
- Gan oficial de la orden Nacional del Mérito. Francia.[10]
- Gan oficial de la orden del Quetzal. Guatemala.[11]
- Gran Cruz de la orden al Mérito de la República Italiana. Italia.[5]
- Segunda clase de la orden del Sol Naciente. Japón.[12]
- Gran cordón de la orden de la Independencia. Jordania.[13]
- Gran cruz de la orden de Vasco Núñez de Balboa. Panamá.[14]
- Primera clase de la orden de Tudor Vladimirescu. Rumania.[15]
- Primer grado de la orden de la Bandera Yugoslava. Yugoslavia.[16]